# Longuevillette
Longuevillette é uma comuna francesa na região administrativa de Altos da França, no departamento de Somme. Estende-se por uma área de 2,06 km². Em 2010 a comuna tinha 77 habitantes (densidade: 37,4 hab./km²).